# Massenlied
Das Massenlied ist eine Mischung aus Arbeiter-, Kampf- und Marschlied, ein Musikgenre, das dem sozialistischen Realismus zugeordnet wird. 
Beispiele sind Die Internationale von Eugène Pottier und Pierre Degeyter, Brüder, zur Sonne, zur Freiheit von Leonid P. Radin, Katjuscha und We Shall Overcome.
Dmitri D. Schostakowitsch, Hanns Eisler und Paul Dessau haben zahlreiche Massenlieder komponiert.